# Джасмін Снід
Джасмін Габрієла Снід (англ. Jasmin Gabriela Sneed; 15 листопада 1997) — американська волейболістка, центральна блокуюча.

## Клуби
| Роки      | Команди           |
| --------- | ----------------- |
| 2020—2021 | «Хімік» (Южне)    |
| 2021—2022 | «Безьє»           |
| 2022—2023 | «Наваро Штраубіг» |

## Статистика
Статистика виступів за «Хімік»:
| Сезон   | Клуб           | Турнір             | Ігри | Сети | Очки | Ср.  | Примітки |
| ------- | -------------- | ------------------ | ---- | ---- | ---- | ---- | -------- |
| 2020/21 | «Хімік» (Южне) | Суперліга          | 18   | 44   | 94   | 2,14 |          |
| 2020/21 | «Хімік» (Южне) | Кубок України      | 3    | 7    | 18   | 2,57 |          |
| 2020/21 | «Хімік» (Южне) | Суперкубок України | 1    | 5    | 13   | 2,6  |          |
| 2020/21 | «Хімік» (Южне) | Ліга чемпіонів     | 2    | 4    | 3    | 0,75 | [ 1 ]    |
| 2020/21 | «Хімік» (Южне) | Кубок ЄКВ          | 2    | 7    | 11   | 1,57 | [ 2 ]    |
| Всього  | Всього         | Всього             | 26   | 67   | 139  |      |          |

Статистика виступів в єврокубках:
| Сезон   | Клуб           | Турнір         | Ігри | Сети | Очки | Ср.  | Примітки |
| ------- | -------------- | -------------- | ---- | ---- | ---- | ---- | -------- |
| 2020/21 | «Хімік» (Южне) | Ліга чемпіонів | 2    | 4    | 3    | 0,75 | [ 3 ]    |
| 2020/21 | «Хімік» (Южне) | Кубок ЄКВ      | 2    | 7    | 11   | 1,57 | [ 4 ]    |
| 2021/22 | «Безьє»        | Ліга чемпіонів | 1    | 5    | 4    | 0,8  | [ 5 ]    |